# Calamodontophis
Calamodontophis är ett släkte av ormar. Calamodontophis ingår i familjen snokar. Släktet tillhör underfamiljen Dipsadinae som ibland listas som familj.
Arter enligt Catalogue of Lifeoch The Reptile Database:
- Calamodontophis paucidens
- Calamodontophis ronaldoi

Calamodontophis paucidens lever i södra Brasilien och Uruguay och Calamodontophis ronaldoi endast i brasilianska delstaten Paraná. Arterna är med en längd mindre än 75 cm små ormar. De har gifttänder som ligger längre bak i käken.